# Associazione Calcio Fano Alma Juventus 1978-1979
Questa pagina raccoglie le informazioni riguardanti l'Associazione Calcio Fano Alma Juventus nelle competizioni ufficiali della stagione 1978-1979.

## Rosa
| N. |                   | Ruolo | Calciatore         |
| -- | ----------------- | ----- | ------------------ |
|    | Italia (bandiera) | C     | Giovanni Allegrini |
|    | Italia (bandiera) | A     | Gianangelo Arienti |
|    | Italia (bandiera) | C     | Riccardo Asioli    |
|    | Italia (bandiera) |       | Berti              |
|    | Italia (bandiera) | C     | Roberto Biasiotti  |
|    | Italia (bandiera) | D     | Daniele Briganti   |
|    | Italia (bandiera) | D     | Fabio Cazzola      |
|    | Italia (bandiera) | D     | Enzo D'Amico       |
|    | Italia (bandiera) | A     | Bruno Del Pelo     |
|    | Italia (bandiera) | C     | Giorgio Gambin     |

| N. |                   | Ruolo | Calciatore          |
| -- | ----------------- | ----- | ------------------- |
| 11 | Italia (bandiera) | A     | Stefano Solazzi     |
|    | Italia (bandiera) | P     | Franco Gregorutti   |
|    | Italia (bandiera) | A     | Claudio Macciò      |
|    | Italia (bandiera) | C     | Massimo Marchini    |
|    | Italia (bandiera) | A     | Edmondo Mochi       |
|    | Italia (bandiera) | D     | Lorenzo Piccinini   |
|    | Italia (bandiera) | P     | Massimo Santucci    |
|    | Italia (bandiera) | C     | Silvano Tassoni     |
|    | Italia (bandiera) | A     | Claudio Trevisan    |
|    | Italia (bandiera) | A     | Piergiorgio Zaffini |
|    | Italia (bandiera) | P     | Andrea Rubini       |

## Risultati

### Campionato

#### Girone di andata
| 1º ottobre 1978 1ª giornata | Lanciano | 1 – 1 | Fano |  |

| 8 ottobre 1978 2ª giornata | Fano | 1 – 1 | Gallipoli |  |

| 15 ottobre 1978 3ª giornata | Fano | 2 – 1 | Banco di Roma |  |

| 22 ottobre 1978 4ª giornata | Giulianova | 1 – 0 | Fano |  |

| 29 ottobre 1978 5ª giornata | Civitanovese | 0 – 1 | Fano |  |

| 5 novembre 1978 6ª giornata | Fano | 2 – 0 | Frosinone |  |

| 12 novembre 1978 7ª giornata | Vis Pesaro | 0 – 0 | Fano |  |

| 19 novembre 1978 8ª giornata | Fano | 1 – 0 | Pro Vasto |  |

| 26 novembre 1978 9ª giornata | LVPA Frascati | 1 – 3 | Fano |  |

| 3 dicembre 1978 10ª giornata | Fano | 3 – 0 | Brindisi |  |

| 10 dicembre 1978 11ª giornata | Monopoli | 0 – 1 | Fano |  |

| 17 dicembre 1978 12ª giornata | Fano | 2 – 0 | Osimana |  |

| 30 dicembre 1978 13ª giornata | Riccione | 0 – 4 | Fano |  |

| 7 gennaio 1979 14ª giornata | Formia | 1 – 1 | Fano |  |

| 14 gennaio 1979 15ª giornata | Fano | 1 – 0 | Anconitana |  |

| 21 gennaio 1979 16ª giornata | Francavilla | 1 – 1 | Fano |  |

| 28 gennaio 1979 17ª giornata | Fano | 4 – 0 | Avezzano |  |

#### Girone di ritorno
| 4 febbraio 1979 18ª giornata | Fano | 2 – 1 | Lanciano |  |

| 11 febbraio 1979 19ª giornata | Virtus Gallipoli | 2 – 2 | Fano |  |

| 18 febbraio 1979 20ª giornata | Banco di Roma | 2 – 0 | Fano |  |

| 25 febbraio 1979 21ª giornata | Fano | 1 – 1 | Giulianova |  |

| 4 marzo 1979 22ª giornata | Fano | 2 – 0 | Civitanovese |  |

| 11 marzo 1979 23ª giornata | Frosinone | 1 – 1 | Fano |  |

| 25 marzo 1979 24ª giornata | Fano | 2 – 0 | Vis Pesaro |  |

| 1º aprile 1979 25ª giornata | Pro Vasto | 2 – 1 | Fano |  |

| 8 aprile 1979 26ª giornata | Fano | 5 – 1 | LVPA Frascati |  |

| 23 aprile 1979 27ª giornata | Brindisi | 0 – 0 | Fano |  |

| 29 aprile 1979 28ª giornata | Fano | 2 – 0 | Monopoli |  |

| 6 maggio 1979 29ª giornata | Osimana | 3 – 2 | Fano |  |

| 13 maggio 1979 30ª giornata | Fano | 2 – 1 | Riccione |  |

| 20 maggio 1979 31ª giornata | Fano | 4 – 0 | Formia |  |

| 27 maggio 1979 32ª giornata | Anconitana | 1 – 1 | Fano |  |

| 3 giugno 1979 33ª giornata | Fano | 3 – 1 | Francavilla |  |

| 9 giugno 1979 34ª giornata | Avezzano | 1 – 1 | Fano |  |